# Nils Amundi
Nils Amundi (svenska: Nils Amundsson), född i Skänninge, död efter 1545, var en svensk skrivare. 

## Biografi
Nils Amundsson föddes i Skänninge. Han blev 1580  curatus i Röks församling i Röks pastorat. Amundsson blev 1498 munk i Vadstena kloster. I klostret tjänst reste han utomlands flera gånger: Han åkte  1514 till Stralsund för att medla mellan biskopen af Schwerin och Marienkrons kloster. Amundsson var mellan 1517 och 1520, 1524–1525, 1528–1529 och 1540 generalkonfessor vid Vadstena kloster. År 1529 deltog han i Örebro möte. Amundsson avled efter 1545.